# 约瑟夫·霍瓦内茨
约瑟夫·霍瓦内茨（捷克語：Jozef Chovanec，1960年3月7日—），捷克男子足球运动员，司职中场。他曾代表捷克斯洛伐克国家队参加1990年国际足联世界杯，结果队伍止步八强。